# Salzalpensteig

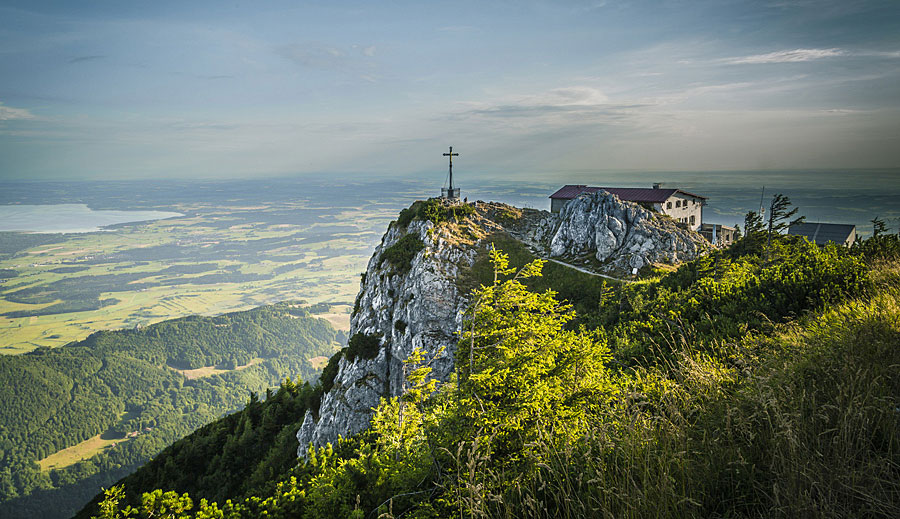
Blick auf den Chiemsee vom Gipfel des Hochfelln

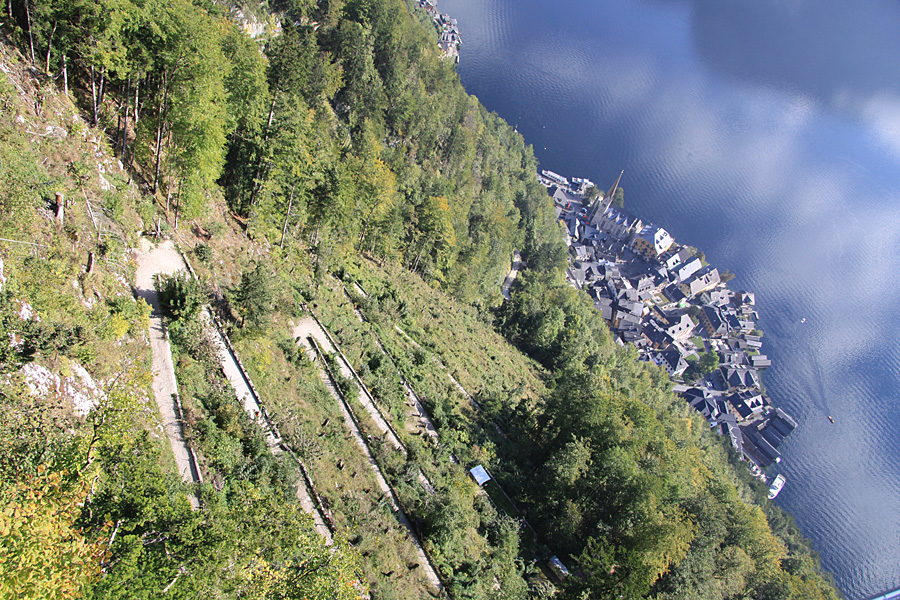
Abstieg nach Hallstatt

Der Salzalpensteig (Eigenschreibweise: SalzAlpenSteig) ist ein im Mai 2015 eröffneter Weitwanderweg in Bayern und Österreich. Er soll die Geschichte der Salzgewinnung in der Region nachzeichnen und verläuft über 233 km mit 18 Tagesetappen von Bayern über Salzburg nach Oberösterreich. Hinzu kommen insgesamt 26 Touren für Rundwanderungen über 7 bis 50 km und mehrere Zu- und Abstiege von historischen Salinenstädten wie Rosenheim und Traunstein.

## Geschichte
Im Jahr 2008 entstand bei der Tourismusregion Berchtesgaden-Königssee und dem bayerischen Staatsbad Bad Reichenhall/Bayerisch Gmain die Idee, die Geschichte des Salzes ausgehend von bestehenden Salzwanderungen entlang von Soleleitungen und Sehenswürdigkeiten zu einem Wanderweg zu verknüpfen. Nach einer Machbarkeitsstudie im Jahr 2009 wurde mit weiteren Partnern in Bayern und Österreich ein gemeinsames Projekt entwickelt, das beim Europäischen Fonds für Regionale Entwicklung Interreg sowie beim Land Oberösterreich zur Finanzierung eingereicht wurde. 
Chiemsee-Alpenland Tourismus, Chiemgau Tourismus, Tourismusregion Berchtesgaden-Königssee, Gästeservice Tennengau und der Tourismusverband Dachstein-Salzkammergut sind die offiziellen Projektpartner. Die Kur-GmbH Bad Reichenhall und das Land Oberösterreich gewährten eine Kofinanzierung. Im Mai 2015 wurde der Salzalpensteig seiner Bestimmung übergeben. Außerdem wurde der Salzalpensteig und -Touren e.V. gegründet, der die nachhaltige Entwicklung des Salzalpensteigs vorantreiben soll.

## Routenführung
Start- oder Endpunkt des Wanderwegs sind in Bayern Prien am Chiemsee und in Österreich Obertraun am Dachstein. Der Premiumwanderweg führt durch ein Gebiet entlang alter Salzgewinnungsstätten und Soleleitungen vom Chiemgau über Bad Reichenhall, Berchtesgaden-Königssee und den Salzburger Tennengau bis ins Dachstein-Salzkammergut und soll durch die Geschichte der Salzgewinnung in der Region führen. 
Es gibt 39 Einstiegspunkte in folgende Etappen: 
1. Prien am Chiemsee-Grassau
2. Grassau-Brachtalm
3. Brachtalm via Hochfelln nach Bergen
4. Bergen via Hochfelln nach Ruhpolding
5. Ruhpolding-Inzell
6. Inzell-Bad Reichenhall
7. Bad Reichenhall-Bischofswiesen
8. Bischofswiesen-Ramsau bei Berchtesgaden
9. Ramsau-Königssee
10. Königssee-Bad Dürrnberg
11. Bad Dürrnberg-Golling an der Salzach
12. Golling-Scheffau am Tennengebirge
13. Scheffau-Abtenau
14. Abtenau-Annaberg
15. Annaberg-Gablonzer Hütte
16. Gablonzer Hütte-Gosau
17. Gosau-Bad Goisern
18. Bad Goisern-Hallstatt-Obertraun

Tiefster Punkt ist mit 466 Höhenmetern Kuchl, höchster Punkt mit 1.663 Höhenmetern der Hochfelln. Der Wanderweg ist mit dem Wandersiegel „Premiumweg“ des Deutschen Wanderinstituts zertifiziert.